# Железнички саобраћај у Србији
Железнички саобраћај у Србији развија се од 1884. године, када је први воз кренуо из Београда ка Нишу.
Од тада па до средине 20. века, железница је имала највеће учешће у превозу путника и робе. 
Током 60-их година почео је развој савременог друмског саобраћаја, који је преузео водеће место у превозу путника, тако да данас железница учествује са мање од 8% у путничком превозу. 
Од 1964. године, доношењем плана о модернизацији железнице, из употребе су искључене пруге уског колосека, које се данас користе само у посебне сврхе, као што је случај са Шарганском осмицом.